# Hanna Marcinkowska
Hanna Marcinkowska (ur. 9 grudnia 1926 w Warszawie, zm. 24 grudnia 2012) – polska matematyczka.

## Życiorys
Urodzona 9 grudnia 1926 roku w Warszawie. W 1951 ukończyła studia matematyczne na Uniwersytecie Warszawskim, a sześć lat później obroniła na tej uczelni pracę doktorską, zaś w 1965 r. uzyskała habilitację w Instytucie Matematycznym Polskiej Akademii Nauk. W 1987 r. otrzymała tytuł profesora zwyczajnego. Zawodowo związana z Instytutem Matematycznym Uniwersytetu Wrocławskiego, specjalizowała się w dziedzinie równań różniczkowych cząstkowych.
Zmarła 24 grudnia 2012 we Wrocławiu i została pochowana na cmentarzu na Psim Polu we Wrocławiu.